# 朱广山
朱广山，吉林大学教授，主要从事新型多孔材料的定向合成、性质与结构研究等方面的研究工作。入选中华人民共和国教育部2008年度"长江学者"特聘教授、首批“万人计划”科技创新领军人才，享受国务院特殊津贴。